# Verwaltungsgemeinschaft Niedere Börde
In de voormalige Verwaltungsgemeinschaft Niedere Börde, gelegen in het district Börde, werkten 8 gemeenten gezamenlijk aan de afwikkeling van hun gemeentelijke taken. Ze bleven juridisch echter onafhankelijk. Het zijn dus geen deelgemeenten naar de Nederlandse of Belgische betekenis van de term deelgemeente.

## Deelnemende gemeenten
- Dahlenwarsleben
- Groß Ammensleben
- Gutenswegen
- Jersleben
- Klein Ammensleben
- Meseberg
- Samswegen
- Vahldorf

## Geschiedenis
De Verwaltungsgemeinschaft werd in 1994 opgericht.
Op 1 januari 2004 zijn de deelnemende gemeente vrijwillig gefuseerd en opgegaan in de nieuwe gemeente Niedere Börde. De Verwaltungsgemeinschaft Ballenstedt werd daarmee opgeheven.